# Megachile derelicta
Megachile derelicta är en biart som beskrevs av Cockerell 1913. Megachile derelicta ingår i släktet tapetserarbin, och familjen buksamlarbin. Inga underarter finns listade i Catalogue of Life.